# La mansión de los políticos
La Mansión de los Políticos, o simplemente La mansión (desde la 2.ª temporada), fue una serie animada paraguaya de comedia, creada por Christian Chena y producida por Chena Animation para el Canal 13 de Paraguay (actual Trece). 
Comenzó a emitirse dentro del programa "La Gran Jugada" del canal 13, como una serie de cortos animados (duración de 6 minutos aprox.) del sitio web Paraguay.com en febrero de 2011. La serie tuvo tanto éxito, que para el mes de julio de 2011, se estrenó su primera temporada como una serie de episodios de media hora.
En total los cortos fueron de 6 episodios, mientras que la primera temporada tuvo en total 12 episodios, y la segunda temporada tuvo 24 episodios, contabilizándose así en total 42 episodios emitidos entre febrero de 2011 y junio de 2012. 
A partir de la segunda temporada, el formato de animación tradicional fue cambiado por la del 3D. El episodio n.º 42 (36, sin contar los cortos) fue el último episodio oficial de la serie, donde Ferchu, el personaje principal, muere en un accidente aéreo.
Los episodios ya no están disponibles de manera oficial, además, los capítulos del 18 al 24 de la segunda temporada actualmente se consideran Lost Media. Siendo los únicos que no se encuentran resubidos en internet.

## Sinopsis
La Mansión de los Políticos toma lugar en la residencia de Ferchu, donde, hasta el 2013 vive con sus novias. Muchos actores de la política criolla participan semana a semana, donde se desatan típicos problemas del país, y ellos tienen que solucionar.

## Personajes
Referencias
- (N) Personajes nuevos desde la 2.ª temporada.
- (X) Personajes que ya no aparecen.

| Personaje                       | Vida Real                 | Descripción |
| ------------------------------- | ------------------------- | --- |
| Ferchu                          | Fernando Lugo             | Es el jefe de la mansión, presidente del Paraguay y su mejor "amiwis" es Marcial, a quien Ferchu siempre consulta sobre como solucionar sus problemas. Acentúa mucho la "s", al hablar, haciendo el sonido "Sh". Su frase característica es "Sí, Juro" y "Paraguayosh y Paraguayash". |
| Bendigna                        | Benigna Leguizamón        | Es una de las "yiyis" de Ferchu. Se caracteriza por ser de mecha corta y hablar con modismos rurales. Su tía es Ña Pora. |
| Horten                          | Hortensia Morán           | Es una de las otras "yiyis" de ferchu. Su meta principal durante la serie es hacerse análisis de ADN con tal de que alguno le dé positivo. Está estudiando "Análisis" de Sistemas. |
| Kalecito                        | Juan Carlos Galaverna     | Máximo exponente del "Lado Colorado de la Fuerza". Siempre está fumando. Antes era amigo de Nica, pero ahora su corazón y cuerpo le pertenecen a Horroracio. Su frase característica es "Nde travesti reikóa" , frase que aplica a algún tema o a alguien que le disgusta. |
| Calmilo                         | Camilo Soares             | Te hace creer que es el personaje más basado de la serie, chad revolucionario socialista con conciencia de clase, cuando en realidad es liberal y perro faldero de Ferchu. Su némesis es Alfrodo, su comida favorita el coquito y su programa favorito, Laura en América. También tiene acentos afeminados en sus acciones y palabras para completar el estereotipo de izquierdista. |
| Horroracio                      | Horacio Cartes            | Siempre andaba con Chucky pero se hartó de ella. Tiene mucho poder adquisitivo, y quiere conseguirlo todo con eso, incluida la presidencia en el 2013. |
| Lipo'o                          | Lino César Oviedo         | Exmilitar y anfitrión de ferias otaku, dios del Guitar Hero e ídolo e las masas. Nadie aparte de Clarinete puede entenderlo debido a que balbucea. |
| Marcial                         | Marcial Congo             | Es el mejor "amiwis" de Ferchu. Además de ser su guardaespaldas, él siempre lo ayuda a solucionar sus problemas. Él no habla propiamente, sino que susurra. Sólo llegó a hablar e forma natural en el último episodio de la 1.ª temporada. |
| Federer Ico / Bigote sin bigote | Federico Franco           | Vicepresidente del Paraguay. Siempre dice: "Estimado compatriota" al hablar, debido a que se quería candidatar para el presidente de la República en las elecciones del año 2013. Desde que se afeitó la barba, se le llama Bigote sin bigote. |
| Alfrodo                         | Alfredo Jaeggli           | Siempre habla con la frase "bolchevique o bolchevique antiguo". Además tiene una voz muy rasposa. Se caracteriza por echarle flores a los Estados Unidos como buen acomodado vendepatria. |
| Nica                            | Nicanor Duarte Frutos     | Es muy nervioso y siempre anda alardeando de ser el mejor en su partido, además de decir que su gobierno era mejor que el de Ferchu. |
| Casti                           | Luis Castiglioni          | Anda diciendo por ahí que volvería a presentarse en las elecciones coloradas. |
| Clarinete                       | Clari Arias               | Le encanta la música Retro en especial el Italo Disco y Eurodisco y él es el único que entiende muy bien lo que dice Lipo'o. Además es el DJ de la mansión. Su frase es "¡Por fin Viernes, Carajo!". |
| Zungui                          | Zuni Castiñeira           | Se caracteriza por soltar datos sobre cultura desde una perspectiva muy superficial de los asuntos. Tiene más "cuerpo que cerebro". Su palabra característica es "Papites". |
| ODB                             | Osvaldo Domínguez Dibb    | Es muy irascible y no duda en externalizarlo, también es algo narcisista y amenaza con orinar los autos de los jugadores que no quieren hacer bien las cosas. Además siempre le "baja la caña" a Recallate. Su frase característica es "Mi hijo". |
| Recallate                       | Marcelo Recanate          | Pasa mucho tiempo en las redes sociales, y además le gustan mucho la comida rápida y los partidos de fútbol de su club, Olimpia. Anda "bajando la caña" a los jugadores tratándolos de "mercenarios". Habla con acento "Cheto" y su frase característica es "Yo quiero ganar" o "Quiero ganar". |
| Fidel                           | Fidel Castro              | Intenta apropiarse de la mansión por el bien de la clase proletaria, pero como es tan viejo, se da cuenta de que tendrá que confiar en las raíces que plantó en las nuevas generaciones, sabiendo que, algún día, la revolución ocurrirá. Aparece con muy poca frecuencia en la serie. |
| Chila (N)                       | José Luis Chilavert       | Siempre cree que puede contra todo, y si no es así, lo amenaza y lo vuelve su "enemigo poderoso", o simplemente lo insulta, tratándolo como "De cuarta". |
| Pakova´i (N)                    | José Ledesma              | Piensa que puede invadir terrenos ajenos, sin tener que "hospedarse". |
| Fili (N)                        | Carlos Filizzola          | Es el fiscal encargado de buscar culpables a los problemas, aunque un poco torpe en su trabajo. |
| Ña Pora (N)                     | Nidia de Cuevas (Ña Tora) | Es la tía de Bendigna, y desde que ha llegado en la mansión, intenta poner orden y respeto a todos los políticos, con sus ortodoxas maneras de educar. Sabe cocinar platos tradicionales y dulces con tanta maestría que puede usarlos para manipular incluso a adultos funcionales. Su frase característica es "No, no, no, no. Diptongo, triptongo." |
| Pepino (N)                      | Nelson Cuevas             | Hijo de Ña Tora. Es muy mimado por su madre y es bastante dependiente de ella. |
| A-A-Arnaldo (N)                 | Arnaldo Samaniego         | Aparece cuando hay problemas y busca soluciones absurdas para ello, como enrejar lugares, o cobrar demás, etc. Se llama A-A-Arnaldo (con tres A), porque el Pa'i (sacerdote) que lo bautizó era tartamudo (Esto es así en la serie, porque en la realidad se lo llama así por su propaganda electoral como candidato a intendente, en la que se parodia el tema "We no speak americano", canción muy popular en esa época. capitalino).                                                    |
| Vianda (X)                      | Viviana Carrillo          | Era una de las "yiyis" de Ferchu, la única reconocida por él. Se hacía llamar "La Catedral". No está enamorada pero como ella decía, "Es lo que hay". Ya no aparece en la serie. |
| Chucky (X)(N)                   | Lilian Samaniego          | Hermana del ex intendente de Asunción, Arnaldo Samaniego. Este personaje fue eliminado en el último episodio de la temporada 1. Pero volvió a reaparecer en la segunda temporada en el capítulo 16, y además en la 2.ª temporada ya puede hablar, cosa que no lograba hacer. |
| Lopes Perritos (X)              | Miguel Ángel López Perito | Esa tierna vocecita que tiene hipnotiza a Ferchu y enerva a Calmilo, con quien se disputaba el título de favorito. Ya no aparece en la serie. |
| Jorgito (X)                     | Jorge Escobar             | Solía regalar televisores y plata cuando se le pedía, o simplemente aparecía y empezaba a ofrecer. Luego el personaje desapareció diciendo que se fue a vivir a Japón y a hacer lo mismo que hacía en Paraguay. Ya no aparece en la serie. |
| Lolita                          | Lolita                    | Era una perica verde, era la mascota de Ferchu que apareció en el episodio 5 de la temporada 1, pero en el episodio 11 se revela que Lolita se fue con otro perico. |
| Arminda                         | Arminda                   | Es la vaca de la mansión y mascota actual de Ferchu. En el episodio 11 de la temporada 1, Nica, Casti y Lipo'o encuentran una vaca abandonada. Como trama paralela, Ferchu quería leche para su "teté" (Merienda), Casti le ofrece la leche de la vaca, pero cuando Ferchu le cuestiona el origen de esta, se termina dando cuenta de la presencia de una vaca en la mansión. Ferchu regaña a los demás por traer una vaca pero al final decide quedarse en la mansión en lugar de Lolita. |